# Zusam
Die Zusam ist ein rechter Nebenfluss der Donau im Regierungsbezirk Schwaben von Bayern. Nach 97 km langem, im Wesentlichen nördlichem Lauf durch fünf Landkreise mündet sie bei Donauwörth.

## Etymologie
Eine Landschaftsbezeichnung von 898 in pago Dúria („im Gau Dúria“) enthält den alten Namen des Flusses. Dieser stammt vermutlich vom keltisch/gallischen Wort *durā, *duriā, was so viel wie 'Flusslauf' bedeutet. 1268 tritt der Name als Zvsma, 1269 als Zvsem, 1284 als Zeusme und 1524 als Zusam auf. Dieser Name entspricht dem germanischen tusma respektive dem altlateinischen dusma („die mit Gestrüpp besetzte“).

## Geografie

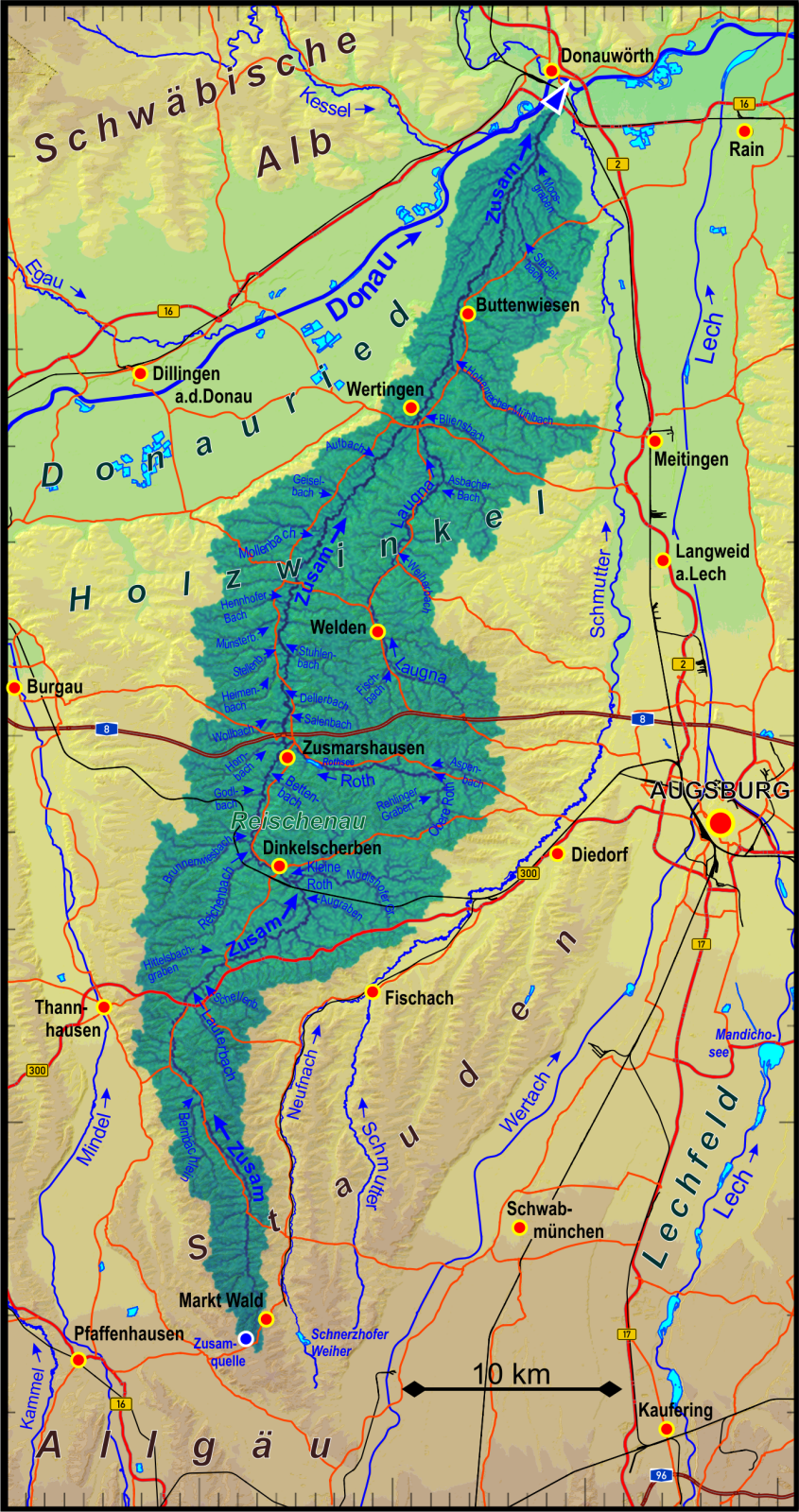
Einzugsgebiet der Zusam

### Verlauf
Die Zusamquelle befindet sich in den Stauden südwestlich von Markt Wald im Landkreis Unterallgäu, nahe der Staatsstraße 2026. Im Quellgebiet nimmt der Bach noch die Mittelzusam und die Dürre Zusam auf. Sie fließt stets in nördlicher Richtung über Ziemetshausen, Dinkelscherben, Zusmarshausen, Altenmünster, Villenbach, Wertingen sowie Buttenwiesen und mündet bei Donauwörth in die Donau.
Auf 50 km Länge – von der Quelle bis Buttenwiesen – verläuft der Fluss im Naturpark Augsburg-Westliche Wälder. Der 115 km lange Zusam-Radweg führt von Kaufbeuren über Bad Wörishofen zur Quelle, dann flussabwärts bis Donauwörth.

### Einzugsgebiet
Die Zusam entwässert Teile der Iller-Lech-Schotterplatten innerhalb eines ca. 65 km langen und bis zu 15 km breiten, Süd-Nord-orientierten Streifens.
Im Westen grenzt das 576 km² große Einzugsgebiet der Zusam an das der Mindel sowie an das der Glött und im Osten an das der Schmutter.

### Zuflüsse
Von der Quelle zur Mündung. Exakte Angaben zu Länge und Einzugsgebiet nach der amtlichen Gewässerliste, Angaben mit vorgestelltem „ca.“ ganz abgemessen auf der amtlichen topographischen Karte oder mit Abmessungen dort korrigiert. Höhen abgelesen oder (falls mit vorgestelltem „etwa“) abgefragt auf der amtlichen topographischen Karte.

Auswahl.
- Mittelzusam, von links nahe Markt Wald
- Dürre Zusam, von links nach Markt Wald-Bürgle
- Segelbach, von links kurz vor Markt Wald-Immelstetten
- Kirchbach, von links in Immelstetten
- Hungerbach, von links in Immelstetten
- Zenkerbächle, von links kurz nach Immelstetten
- Höllengraben, von rechts
- Bernbächlein, von links nach Aichen-Ruhfelden
- Lauterbach, von rechts kurz vor Ziemetshausen
- Schellenbach, von rechts in Ziemetshausen
- Hittelsbachgraben, von links in Ziemetshausen-Uttenhofen
- Stocketgraben, von links bei Dinkelscherben-Reischenau
- Hagenbach, von rechts gegenüber Reischenau
- Brühlgraben, von rechts
- Gänsgraben, von links nahe Dinkelscherben-Stadel
- Kleine Roth, von rechts auf etwa 458 m ü. NHN in Dinkelscherben, 9,2 km und 31,8 km²
- Reichenbach, von links gegenüber von Dinkelscherben-Elmischwang
- Brunnenwiesbach, von links in Dinkelscherben-Fleinhausen
- Godlbach, von links bei Zusmarshausen-Gabelbach
- Roßbach, von links bei Zusmarshausen-Kleinried
- Bettenbach, von rechts gegenüber Kleinried
- Hornbach, von links gegenüber Zusmarshausen
- Roth, von rechts auf 444 m ü. NHN nach Zusmarshausen, 14,0 km und 49,5 km²
- Wollbach, von links bei Zusmarshausen-Wollbach
- Salenbach, von rechts über einen rechtren Auengraben durch Zusmarshausen-Salenbach
- Dellerbach, von rechts
- Heimenbach, von links bei Altenmünster-Unterschöneberg
- Stellenbach, von links auf etwa 436 m ü. NHN vor Altenmünster-Stuhlenmühle, 4,9 km und 4,7 km²
- Stuhlenbach, von rechts gegenüber Stuhlenmühle
- Hinterbach, von links auf etwa 435 m ü. NHN nach Stuhlenmühle, 4,6 km und 3,5 km²
- Münsterbach, von links in Altenmünster
- Leiergraben, von rechts gegenüber Altenmünster
- Weldishofer Bach, von rechts nahe Altenmünster-Weldishof
- Hennhofer Bach, von links nahe Altenmünster-Hennhofen
- Weisinger Forstbach, von links gegenüber Altenmünster-Zusamzell
- Fultenbach, von links kurz nach und gegenüber von Zusamzell
- Hegnenbach, von rechts bei Villenbach-Hausener Mühle
- Mollenbach, von links auf etwa 426 m ü. NHN nach Villenbach-Schrankbaummühle, 5,6 km und 8,2 km²
- Weiherlebach, von links vor Villenbach-Wiesmühle
- Geiselbach, von links auf 423 m ü. NHN bei Zusamaltheim-Sontheim, ca. 4,3 km und 5,3 km²
- Hirschgraben, von rechts
- Aufbach, von links bei Wertingen-Roggden
- Dorfgraben, von rechts nahe Wertingen-Hettlingen
- → (Abgang des Teilungsarms Alte Zusam), nach links kurz vor Wertingen
- Gießgraben, von links in den linken Teilungsarm Alte Zusam am Ortseingang von Wertingen
- Käygraben, von rechts nahe Wertingen-Geratshofen
- Laugna, von rechts auf etwa 417 m ü. NHN in Wertingen, 21,7 km und 83,2 km²
- Bliensbach, von rechts auf etwa 417 m ü. NHN in Wertingen, 5,7 km und 10,6 km²
- ← (Rücklauf des Teilungsarms Alte Zusam), von links in Wertingen
- Hohenreicher Mühlbach, von rechts auf etwa 414 m ü. NHN vor Buttenwiesen-Frauenstetten, ca. 7,8 km und ca. 10,5 km²
- Hinterrieder Bach, von rechts in einen rechten Auen-Teilungsarm nach Frauenstetten
- Viehweidgraben, von links vor Buttenwiesen-Stehlesmühle
- Birketbach, von rechts über den kurzen Auengraben Froschgraben
- Weidgraben, von links auf etwa 402 m ü. NHN nahe Tapfheim-Bäldeschwaige, 8,5 km und 14,6 km²
- (Seitengraben der Donau), von links auf etwa 400 m ü. NHN nahe Donauwörth-Zusum, 6,6 km und 10,0 km²
- Moosgraben, von rechts auf etwa 399 m ü. NHN gegenüber Zusum, 8,6 km und 40,0 km²
- (Entwässerungsgraben aus den Egelseeteilen), von rechts auf etwa 399 m ü. NHN nahe Donauwörth-Auchsesheim, 3,2 km und 3,0 km²
- (Querung durch die Donauwörther Donauflutmulde I), von links nach rechts

## Extremereignisse

### Hochwasser
Hochwasserwerte am Pegel Fleinhausen
| Datum        | Pegelstand | Anmerkung                                                                  |
| ------------ | ---------- | -------------------------------------------------------------------------- |
| 2000         | 180        | wahrscheinlich Pfingsthochwasser 1999 oder Hochwasser in Mitteleuropa 2002 |
| 2005         | 185        | siehe auch Alpenhochwasser 2005                                            |
| 1.–3.06.2024 | 221        | siehe auch Hochwasser in Süddeutschland 2024                               |